# هنريكي لوفانور
سيلفا هنريكي دي سوزا لوفانور (بالبرتغالية: Henrique Luvannor‏) (مواليد 19 مايو 1990) هو لاعب كرة قدم برازيلي الأصل مولدوفي الجنسية يلعب في نادي البكيرية السعودي.

## مسيرة اللاعب
لعب سابقاً في شريف تيراسبول و احترف في الإمارات في نادي الشباب ونادي شباب الأهلي ونادي الوحدة و لعب في نادي التعاون السعودي ونادي البكيرية .

## الألقاب والإنجازات

### شريف تيراسبول
• الدوري المولدوفي الوطني: 2011–2012 , 2012–2013 , 2013–2014
• كأس السوبر المولدوفي: 2013–2014 , 2014–2015

### نادي الشباب
• دوري أبطال الخليج للأندية: 2015

### نادي شباب الاهلي
• كأس رئيس الدولة: 2019
• كأس دوري الخليج العربي: 2019

## روابط خارجية
- هنريكي لوفانور على موقع الاتحاد الأوربي (الإنجليزية)
- هنريكي لوفانور على موقع قاعدة بيانات كرة القدم.إي يو (الإنجليزية)
- هنريكي لوفانور على موقع ناشيونال فوتبول تيمز (الإنجليزية)
- هنريكي لوفانور على موقع Soccerway.com (الإنجليزية)
- هنريكي لوفانور على موقع عالم كرة القدم.نت (الإنجليزية)
- هنريكي لوفانور على موقع AS.com (الإسبانية)

- Luvannor